# もこう
もこう（1990年〈平成2年〉11月15日 - ）は、日本のゲーム実況者、YouTuber、声優、俳優、元プロゲーマー。YouTubeおよびニコニコ動画にゲーム実況動画を投稿する他、ゲーム関連の番組にタレントとしても出演している。声優としては本名である「馬場 豊」（ばば ゆたか）名義でも活動している。

## 来歴
1990年11月15日生まれ。大阪府出身。東京都在住（2023年時点）。奈良産業大学（現・奈良学園大学）卒業。箕面市立第四中学校1年時に潰瘍性大腸炎を患い、入院することとなる。入院生活ののち、2005年、中学二年で退院。学校に登校するも、既に仲間の輪を作っていた同級生たちに馴染めず、自己紹介の直後に教室を飛び出し、その日から不登校になる。不登校時代は、ぷよぷよとネットの生活が主であったと語っている。2ちゃんねるのひきこもり板（ヒッキー板）で、「智明」というコテハン（固定ハンドルネーム）で活動を行なっていた。 ねとらじにて配信を行っていた記録もあり、もこうチャンネルにて現在も当時の動画が有料公開されている。
2006年、中学を卒業した後は通信制高校のYMCA学院高等学校に通うことになる。
2009年、奈良産業大学（現・奈良学園大学）にセンター利用入試で入学。5月25日、大学1年時に「もこう」名義での初の動画であるポケモンバトルレボリューションの対戦実況動画「厨ポケ狩り講座」をニコニコ動画にアップロード。2010年9月までに同シリーズの動画55本を投稿し、歯に衣着せぬ言動で一躍人気投稿者となる。
2013年3月 奈良産業大学卒業。その後システムエンジニアとして働く。
2013年8月17日、YouTubeに自身のチャンネルを開設。
2015年8月1日をもってシステムエンジニアとして働いていた会社を退職する。
2016年3月にリリースされたオンラインパズルゲーム、MagicalStoneのサベージ役で声優デビューを果たす。翌年6月にスマートフォン向けアプリゲーム戦国幻武にて声優名義の馬場豊としてデビュー。
2018年3月に総務省が作成した資料において「ニコニコ動画発の有名ゲーム実況者」として言及された。4月9日、日本eスポーツ連合が認定するぷよぷよ初のプロライセンス選手11人の一人に選出された。ただし自身ではゲームの実力者ではなく、プロの配信者であるという意味を込め、「ストリーマー」、「ゲームストリーマー」を名乗っている。
2020年8月10日、東北大学で開催された学生企画セミナー、「医療とゲームの新時代」に出演。潰瘍性大腸炎という難病の患者でありながら、プロeスポーツプレイヤーである人気ゲーム実況者として、YouTube Liveでこれからの医療とゲームについての意見を語った。
2021年3月にぷよぷよのプロを引退している。

## 人物・エピソード

### パーソナリティー
- 好物はカレー[25]。
- 一番好きなポケモンはヘルガー[26]。
- もこうとしての活動以前に「ともあき」名義で活動していた[15]。
- 創価学会の2世信者[27]。学会活動には積極的に参加しておらず、幽霊会員だとしている。
- 自身が使用した「(⌒,_ゝ⌒)」という顔文字がトレードマークとなっており、この顔文字を使ったLINEスタンプやスマートフォン向けゲームアプリも配信されている[28][29]。
- 投稿したポケモン動画シリーズのタイトルから「厨ポケ狩り」という言葉が代名詞になっているほか[2][注 2]、「王」がファンからの愛称となっている[15]。ここから転じ、厨ポケ狩りの王[2]、ニコニコ動画の王[15][13]、ポケモンバトル界の帝王などと呼ばれている[31]。

### 野球観戦
趣味は野球観戦である。野球ゲームであるパワプロがきっかけで、入院していた2004年頃から本格的にプロ野球に興味を持ち、当時の地元大阪に本拠地を構えていた大阪近鉄バファローズのファンになった。特に応援していた選手は近鉄バファローズ時代の主力選手であった岩隈久志と中村紀洋だと語っている。中村に関しては、2004年7月28日に大阪ドームで行われた大阪近鉄バファローズ対北海道日本ハムファイターズの18回戦にて中村が2打席連続でホームランを放ったのを現地で観戦していたことがきっかけで中村のファンになった（余談ではあるが、中村が近鉄時代に大阪ドームで放ったホームランはこの試合で最後となった）。この試合がもこうにとって初めての球場での野球観戦であった。現在は大阪近鉄バファローズの合併先であるオリックス・バファローズのファンである。野球文化の中で特に応援歌が好きだと語っており、自らの世代に活躍していた選手の応援歌はほぼ全て記憶している。なお、中村紀洋とは2019年に共演が実現した。2021年9月18日には「Bsオリっこデー2021」の1戦として行われたオリックス・バファローズ対埼玉西武ライオンズ第22回戦の特別始球式に「こどもたちに人気のスペシャルゲスト」として参加した。

### 寄付活動
2019年7月18日に発生した、京都アニメーション放火殺人事件に際して、7月23日に99万円の寄付を行いその様子をYouTubeに投稿した。これについて映画研究家の伊藤弘了は、その前後で同様に寄付とその様子の動画投稿を行ったヒカルやライバロリ、よしなまの様子から、彼らが共通して自身の知名度や影響力について触れていると指摘している。またこの様子について、昨今のメディアの環境について自身の影響力をポジティブに行使したと述べている。

## 出演

### 声の出演
特筆しない限り、馬場豊名義。

#### テレビアニメ
- はじめてのギャル（2017年、御手洗友人A）
- 名湯『異世界の湯』開拓記 〜アラフォー温泉マニアの転生先は、のんびり温泉天国でした〜（2024年、デリュート）

#### ゲーム
2016年
- MagicalStone（サベージ） - もこう名義

2017年
- ころころもこう（もこう 他） - もこう名義
- 戦国幻武（九鬼嘉隆、真田幸隆、馬場信春）
- Shadowverse（トイソルジャー、ブラッドベルセルク）  - もこう名義

2018年
- ブラウンダスト（ギュンター）

2019年
- 錬神のアストラル（シャルル・ド・モコー）

#### ナレーション
- 「ブラウンダスト」PV（2018年）[43][44]

### インターネット番組

#### レギュラー
- ゲーム実況委員会（2016年2月4日 - 5月30日、ニコニコ生放送 闘会議TV）[13]
- もこう式（2016年2月17日 - 4月20日、ニコニコ生放送 闘会議TV)
- シャドバスアカデミー（2016年8月18日 - 2017年9月2日、ニコニコ生放送）
  - 放課後シャドバスアカデミー（2017年9月13日 - 2019年3月18日、ニコニコ生放送→OPENREC.tv）
  - 帰宅部 シャドバスアカデミー（2019年4月24日 - 、OPENREC.tv）
- 闘会議ニュース（2016年11月27日 - 2017年2月25日、ニコニコ生放送）
- RAGE裏チャンネル（2017年9月18日 - 2018年8月19日、OPENREC.tv）[45][注 5]
- ゲーマーズウォー（2018年4月17日 - 6月19日、AbemaTV ウルトラゲームス）
- 加藤純一×もこう クリアするまで帰らない生放送（ニコニコ生放送）[46][47]
  - ダークソウル（2018年7月27日）
  - ダークソウル2（2018年12月23日）
  - ダークソウル3（2019年3月20日）
  - SEKIRO（2019年5月10日）
  - ドラゴンクエストIII（2019年9月21日） - 加藤純一×もこう軍団[注 6]
  - 仁王（2020年2月22日）
  - ドラゴンクエストIII「人生プレイ」（2020年3月27日） - もこう×加藤純一軍団[注 7]
  - 仁王2「マルチプレイ」（2021年1月29日）
  - Wo Long: Fallen Dynasty（2023年5月5日）[50]

#### 準レギュラー
- ユーザー記者ニュース / ユーザー記者公式生放送（2016年3月12日 - 2017年8月19日、ニコニコ生放送）
- P-Sports〜目指せ、ポケモンバトルマスター!〜（2018年2月17日 - 6月9日、AbemaTV ウルトラゲームス）- P-Sports四天王[31]
- デスゲーム（2018年2月27日 - 4月10日、AbemaTV ウルトラゲームス）
- 加藤純一ともこうのメイプルストーリー生放送（2018年12月15日、2019年7月27日、2020年7月25日）
  - 加藤純一ともこうとひろゆきのメイプルストーリー生放送（2020年12月22日）

### テレビ番組
- 沼にハマってきいてみた（2019年4月8日・2019年11月18日[51]・2020年12月7日[52]、NHK Eテレ）
- ReAL eSports News（2022年5月2日[53]・2022年5月9日、テレビ朝日）
- 熱闘!Mリーグ（2025年2月3日、AbemaNews・テレビ朝日）

### テレビドラマ
- 世にも奇妙な物語（フジテレビ） 
  - '21夏の特別編「三途の川アウトレットパーク」（2021年6月26日）- パチンコ店の客[54]
  - '23秋の特別編（2023年11月11日）- 選択に失敗した男
- 院内警察 第11話（2024年3月22日、フジテレビ）[55]
- その着せ替え人形は恋をする 第6話（2024年11月13日、毎日放送）
- デスゲームで待ってる 第7話（2024年12月6日、関西テレビ）- ラリリン

### CM
- クリプトスペルズ（2020年）[56]

### 舞台
- 舞台『AGASA-アガサ-』完璧な殺人鬼（2024年12月12日、EX THEATER ROPPONGI）[57]

## 書籍
- もこう『これは勇気の切断だ』スターツ出版、2023年12月9日。ISBN 978-4-8137-9292-5。

## 音楽作品

### 参加楽曲
- WI'P「人間たるもの feat.もこう, ユリイ・カノン」（2023年2月17日、avex trax）